# Gotzelo I. (Niederlothringen)
Gotzelo (auch Gozelo) von Oberlothringen und Niederlothringen (* um 970; † 19. April 1044) war Sohn des Grafen Gottfried von Verdun und der Mathilde von Sachsen.
Im Jahre 1023 folgte er seinem Bruder Gottfried II. als Herzog von Niederlothringen. Zum deutschen König Heinrich II. hatte er immer gute Beziehungen. Dessen Nachfolger Konrad II. verweigerte er anfangs die Anerkennung und schloss sich einer lotharingischen Adelsopposition an.
Im benachbarten Oberlothringen starb im Jahre 1033 der dortige Herzog Friedrich III. Das Land war somit dem französischen Grafen der Champagne, Odo II. von Blois, schutzlos ausgeliefert, und König Konrad musste handeln, damit ihm Oberlothringen nicht entrissen wurde. So übertrug er Gotzelo auch dieses Herzogtum, sodass dieser dadurch zum Herzog von ganz Lothringen wurde, Konrad aber nun treu ergeben war. Im Jahre 1037 zog er gegen Odo II. von Blois in die Schlacht bei Bar und konnte ihn zurückdrängen.
Gotzelo starb am 19. April 1044; er wurde im Kloster Münsterbilsen bestattet. Er hinterließ mehrere Kinder, darunter:
- Gottfried III. (Herzog von Ober- und Niederlothringen),
- Gozelo II.
- Friedrich, später Papst Stephan IX.
- Oda ⚭ Lambert II. von Löwen (Reginare)
- Mathilde ⚭ Pfalzgraf Heinrich I. von Lothringen (Ezzonen)
- Regelinde ⚭ Graf Albert II. von Namur